# زبان برنامه‌نویسی سطح پایین

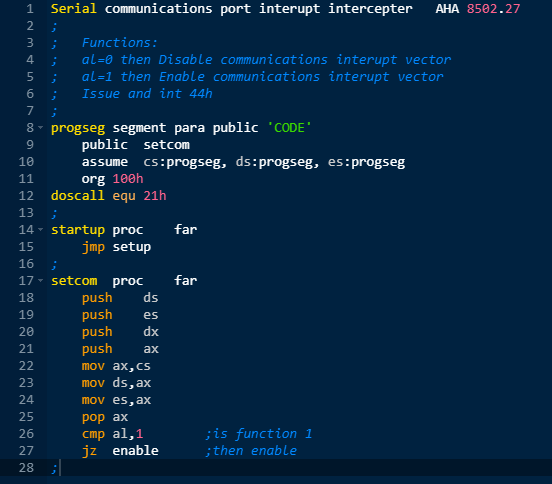
زبان برنامه‌نویسی سطح پایین

در علوم رایانه زبان برنامه‌نویسی سطح پایین (Low-level programming language) زبانی است که به مقدار کم یا هیچ انتزاعی نسبت به ریزپردازنده فراهم نمی‌نماید. عبارت سطح پایین به این معنی نیست که این زبان نسبت به زبان برنامه‌نویسی سطح بالا ارزش کمتری دارند بلکه به معنای عدم وجود انتزاع بین این زبان و ساختار ریزپردازنده است از این جهت گاهی این زبان‌ها را نزدیک به سخت‌افزار نیز می‌نامند. سطح بالا و سطح پایین نسبی هستند و یک برنامه‌نویس جاوا ممکن است زبان سی را سطح پایین بداند در حالی یک برنامه‌نویس سی، زبان ماشین را در سطحی پایین‌تر از خود می‌داند.
زبان‌های سطح پایین را گاهی به دو دسته نسل اول و نسل دوم تقسیم می‌نمایند.

## اولین نسل
اولین نسل زبان برنامه‌نویسی کد ماشین است. این زبان تنها زبانی است که به صورت مستقیم توسط ریزپردازنده درک می‌گردد. در حال حاضر برنامه‌نویسان از زبان ماشین استفاده نمی‌کنند چرا که همانند زبان اسمبلی نیاز به توجه به جزئیات زیادی داشته که زبان سطح بالا خود آن‌ها را برطرف می‌نماید؛ و برای هر دستور نیاز به یافتن کد عددی متناسب با آن دستور است. به این دلیل زبان‌های نسل دوم که یک سطح انتزاع بالاتر از کد ماشین قرار دارد به وجود آمدند.

## دومین نسل
زبان نسل دوم زبان اسمبلی است. این زبان با وجود این که در سطح انتزاع بالاتری قرار دارد اما ساختار ریزپردازنده مانند ثبات‌ها و دستورالعمل‌ها را مورد توجه قرار می‌دهد. این دستورالعمل‌های ساده سپس تبدیل به کد ماشین می‌گردد. کد اسمبلی را می‌توان به سطح بالاتری از انتزاع گسترش داد. به عنوان مثال زبان اسمبلی را می‌توان به صورت قابل خواندن‌تری مانند کد زیر نوشت.
```
 "ADD CX INTEREST" or "RET"
```